# Дистанційне керування (фільм)
Дистанційне керування (англ. Remote Control) — американська комедійна драма режисера Едварда Седжвіка 1930 року.

## У ролях
- Вільям Хайнс — Вільям Бреннан
- Чарльз Кінг — Сем Фергюсон
- Мері Доран — Маріон Фергюсон
- Джон Мільян — доктор Крюгер
- Поллі Моран — Поллі
- Дж. С. Наджент — Смедлі
- Едвард Дж. Наджент — радіоінженер
- Вілбур Мак — шеф поліції
- Джеймс Донлан — Блоджетт
- Едвард Брофі — Ел
- Ворнер П. Річмонд — Макс
- Расселл Хоптон — Френк